# Verner Järvinen
Verner Järvinen nebo také Venne Järvinen (3. dubna 1870 Ruovesi – 31. ledna 1941 Tampere) byl finský atlet, specialista na vrhačské disciplíny.
Na Athénských olympijských mezihrách v roce 1906 vyhrál soutěž v hodu diskem tzv. řeckým způsobem (bez otočky), což bylo první olympijské vítězství pro Finsko. Mezi diskaři skončil třetí a mezi oštěpaři pátý, v závodě koulařů byl diskvalifikován. Na Letních olympijských hrách 1908 byl třetí v hodu diskem řeckým stylem a čtvrtý v moderním hodu diskem, na Letních olympijských hrách 1912 obsadil 12. místo v hodu diskem oběma rukama a 15. místo v hodu diskem jednou rukou. V letech 1909, 1910 a 1911 se stal mistrem Finska v hodu diskem řeckým způsobem. Vytvořil tři národní rekordy v hodu diskem a jeden v hodu kladivem. Kromě atletiky se věnoval na vrcholové úrovni také zápasu.
Pracoval jako železničář, byl také atletickým trenérem. Olympioniky se stali i jeho tři synové Kalle Järvinen, Aki Järvinen a Matti Järvinen (olympijský vítěz v hodu oštěpem z roku 1932).